# Šiljeg
Šiljeg je prezime u Hrvatskoj i Bosni i Hercegovini. U Hrvatskoj prezime Šiljeg zastupljeno je u mjestima: Metković, Opuzen, Vid, Ploče, i Zagreb, dok se u Bosni i Hercegovini prezime Šiljeg može naći u Čapljini, Mostaru, Gabeli i Vašarovićima kod Ljubuškog. Prezime Šiljeg odnosno anglicirano Siljeg, moguće je pronaći u drugim zemljama svijeta kao: SAD i Australiji. 
Prezime Šiljeg nastalo je od nadimka jednog ogranka prezimena Mijatović koji koje je bilo jako rašireno u srednjoj Bosni tj. u Bosanskoj Posavini i tuzlanskoj regiji. Postoji naselje Mijatovići kod Skender Vakufa, u kojem je svaki drugi stanovnik imao to prezime. Pleme Mijatovići migriralo je pod pritiskom Otomanske vojske prema Hercegovini i Dalmaciji. Jedan se ogranak kasnije doselio u područje južne Dalmacije u zaselak Iskisli/Šiljegi koji su dio naselja Nova Sela u 17. stoljeću.
Šiljeg označava ovcu od godinu dana gdje se za mužjaka koristi šiljeg ili šilježe, a žensku jedinku šiljica ili šiljegvica. Albanski naziv shilegë (‘dvogodišnji ovan’) sličan je pojam i ima sličan izgovor kao šiljeg. 

## Poznati Šiljezi
- doc. dr. sc. Ante Šiljeg, geograf
- Charles Edward Šiljeg, advokat u Seattleu, Washington, partner advokatske tvrtke Aiken, St. Louis and Siljeg[6]
- Zorana Šiljeg, glazbenica
- Zdenka Šiljeg, glazbenica i pjesnikinja
- Pera i Stanko Šiljeg, hrvatski Pravednici među narodima[7]
- dr. Jurica Šiljeg, stomatolog i političar
- dr. Mario Šiljeg, znastvenik i političar[8]
- Krešimir Šiljeg, puškar[9]
- David Šiljeg, padobranski jedriličar
- Željko Šiljeg, general
- Sky Šiljeg, skateboarder